# Plesioneuron savaiense
Plesioneuron savaiense är en kärrbräkenväxtart som först beskrevs av Bak., och fick sitt nu gällande namn av Holtt. Plesioneuron savaiense ingår i släktet Plesioneuron och familjen Thelypteridaceae. Inga underarter finns listade.